# Brushfire Fairytales
Brushfire Fairytales es el álbum de debut del músico estadounidense Jack Johnson. Fue lanzado en 2001 y otorgó al artista reconocimiento internacional al publicarse en multitud de países.
Johnson además de poner la voz a todas las canciones del álbum también toca la guitarra y el piano. Le acompañan Adam Topol a la percusión y Merlo Podlewski al bajo. 
El disco cuenta con las colaboraciones de Tommy Jordan, batería en "Flake" y Ben Harper a la guitarra en la misma canción.

## Lista de canciones
1. "Inaudible Melodies" – 3:35
2. "Middle Man" – 3:14
3. "Posters" – 3:13
4. "Sexy Plexi" – 2:07
5. "Flake" – 4:40
6. "Bubble Toes" – 3:56
7. "Fortunate Fool" – 3:48
8. "The News" – 2:26
9. "Drink the Water" – 3:21
10. "Mudfootball" – 3:03
11. "F-Stop Blues" – 3:10
12. "Losing Hope" – 3:52
13. "It's All Understood" – 5:28